# Samael (formație)
Samael este o formație de black metal din Sion, Elveția fondată în anul 1987.